# Dana (Myagdi)
Dana (trl. Dānā, trb. Dana) – gaun wikas samiti w zachodniej części Nepalu w strefie Dhawalagiri w dystrykcie Myagdi. Według nepalskiego spisu powszechnego z 2001 roku liczył on 459 gospodarstw domowych i 2038 mieszkańców (1039 kobiet i 999 mężczyzn).